# Archaeatya
Archaeatya is een geslacht van kreeftachtigen uit de klasse van de Malacostraca (hogere kreeftachtigen).

## Soort
- Archaeatya chacei Villalobos F., 1960